# Filira (hija de Asopo)
En la mitología griega, Filira o Fílira (Φιλύρα), citada solo en un escolio, es una náyade hija del dios fluvial Asopo. Fue la madre de Hipseo en su unión con otro dios fluvial, en este caso Peneo. Píndaro nos indica que nombre de la ninfa era Creúsa, nombre más común para citar a la esposa de Peneo. El escoliasta la menciona para diferenciarla de otra Fílira, madre de Quirón, que sí aparece en el texto de Píndaro.